# Atimia nadezhdae
Atimia nadezhdae es una especie de escarabajo longicornio del género Atimia, tribu Atimiini, subfamilia Lamiinae. Fue descrita científicamente por Tsherepanov en 1973.
La especie se mantiene activa durante los meses de marzo, abril, mayo, julio, agosto, septiembre y octubre.

## Descripción
Mide 5-7 milímetros de longitud.

## Distribución
Se distribuye por Corea y Rusia.